# رأس (نظرية البيان)

مخطط له 6 رؤوس و 7 أضلاع.

في نظرية البيان، الرأس (بالإنجليزية: vertex)‏ (الجمع: رؤوس) (بالإنجليزية: vertices)‏ أو عقدة (بالإنجليزية: Node)‏ هي الوحدة الرئيسية في بناء المخططات. يتكون المخطط غير الموجه من مجموعة من الرؤوس ومجموعة من الأضلاع التي تربط بينها. بينما يكون المخطط الموجه من عدد من الرؤوس مع عدد من الأقواس (التي تربط ثنائيات مرتبة من الرؤوس).
يقال عن أي رأسين يشكلان ضلع في المخطط على أنهما نقطتي نهاية لهذا الضلع، ويقال عن الضلع أنه مرتبط بالرأسين. يقال عن رأس w أنه مجاور لرأس آخر v في مخطط ما إذا احتوى المخطط ضلعاً (v,w) تصل بينهما. يعرف جوار الرأس v على أنه المخطط الفرعي من المخطط الكلي الذي يتشكل من جميع الر المجاور للرأس v.

## درجة الرأس
تعرف درجة (نظرية المخططات) رأس ما في مخطط على أنها عدد الأضلاع المرتبطة بهذا الرأس. ويكون الرأس المنعزل هو رأس من الدرجة صفر، أي لا يكون له أي رأس مجاور. أما رأس الفرع فهو رأس من الدرجة الأولى، أي أنه يكون مرتبطاً برأس آخر وحيد. أما في المخططات الموجهة فيكون من الممكن التمييز بين درجة الخرج للرأس من درجة الدخل للرأس، فيكون لرأس المنبع درجة دخل تساوي الصفر، أما رأس المصب فله درجة خرج تساوي الصفر.

## أنواع خاصة للرؤوس
رأس القطع هو رأس يتسبب إزالته من المخطط بفصل المخطط إلى مخططين فرعيين. أما رأس الفصل فهي مجموعة من الرؤوس يتسبب إزالتها بفصل المخطط إلى مخططين فرعيين.

## وصلات خارجية
إيريك ويستاين، رأس المخطط، ماثوورلد Mathworld (باللغة الإنكليزية).